# Cecil Bissett
Cecil John Bissett (ur. 3 kwietnia 1907 w Kroonstad, zm. ?) – bokser z Rodezji Południowej (obecnie Zimbabwe), olimpijczyk.
Reprezentował Rodezję Południową podczas Letnich Igrzysk Olimpijskich 1928 w wadze lekkiej. W pojedynku 1/16 finału miał wolny los. W 1/8 finału wygrał z Meksykaninem Carlosem Orellaną. W walce ćwierćfinałowej został znokautowany w pierwszej rundzie przez późniejszego mistrza olimpijskiego – Carlo Orlandiego z Włoch. Był jednym z dwóch sportowców reprezentujących Rodezję Południową podczas tych igrzysk (obok Leonarda Halla).